# Nueva Corella
Nueva Corella (en cebuano: Bag·ong Corella; en inglés: New Corella) es un municipio filipino de segunda categoría, situado en la parte sudeste de la isla de Mindanao. Forma parte de  la provincia de Dávao del Norte situada en la Región Administrativa de Dávao (en cebuano Rehiyon sa Davao), también denominada Región XI. Para las elecciones está encuadrado en el Primer Distrito Electoral.

## Barrios
El municipio  de Nueva Corella se divide, a los efectos administrativos, en 20 barangayes o barrios, conforme a la siguiente relación:
| - Cabidianán - Carcor - Del Monte - Del Pilar - El Salvador | - Limbaán - Macgum - Mambing - Mesaoy - Nueva Bohol | - Nueva Cortés - Nueva Sambog - Patrocenio - Población - San Roque | - Santa Cruz - Santa Fe - Santo Niño - Suaguón - San José |

## Historia
El actual territorio de la provincia de Dávao Oriental  fue parte de la provincia de Caraga durante la mayor parte del Imperio español en Asia y Oceanía (1520-1898).
A principios del siglo XX la isla de Mindanao se hallaba dividida en siete distritos o provincias.

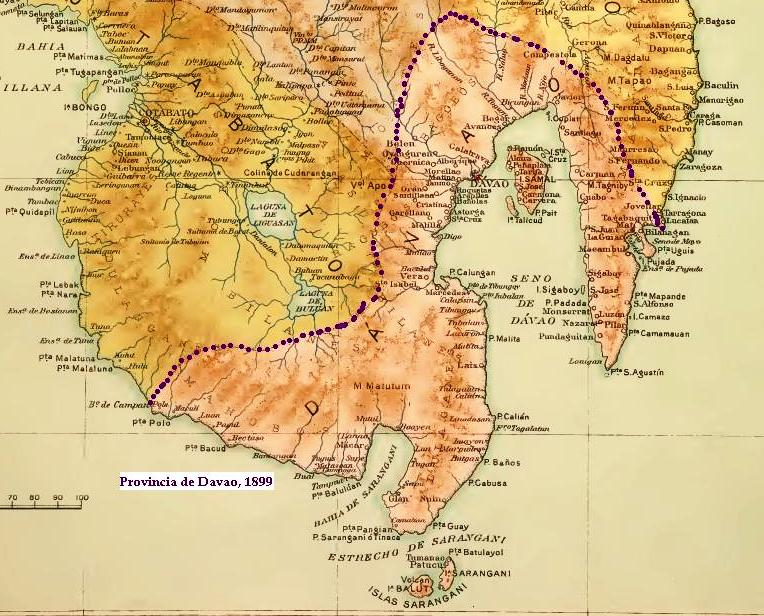
El Distrito 4º de Dávao en 1899.

El Distrito 4º de Dávao, llamado hasta 1858  provincia de Nueva Guipúzcoa, tenía por capital el pueblo de Dávao e incluía la  Comandancia de Mati.
Formaba parte de la provincia de Dávao.
El 18 de junio de 1966 fue creado este nuevo municipio, segregado del de Asunción y formado por los siguientes barrios: Nueva Corella, Nueva Bohol, Nueva Cortés, Nueva Sambog, Del Pilar, Limbaá, Mesaoy, Camansi, Macgum y Santa Cruz.
Además omprendía los siguientes sitios: Sawaon, San Roque, Casoón, Maputi, Carcor, Santo Niño, Viga, Casanngoy, Mandapaán, New and, Dasing, Capatagan, Lunao, Cabidianan, Sambayon, Banglasan y Kanikid
También el 18 de junio de 1966 y para formar el nuevo municipio de Montevista fue segregado de su término  parte del barrio de Camansi.